# Tsholola Tshinyama
Tsholola Tshinyama (Kinshasa, 12 dicembre 1980) è un ex calciatore della Repubblica Democratica del Congo, di ruolo centrocampista.

## Caratteristiche tecniche
Centrocampista, poteva essere schierato anche come terzino destro.

## Carriera

### Club
Nel 2001, dopo aver giocato al Saint-Luc, è passato al TP Mazembe. Nel 2003 si è trasferito in Sudafrica, all'Ajax Cape Town. Nel 2007 è stato acquistato dal Lokeren, squadra della prima serie belga. Nel 2013 si è trasferito all'Halle.

### Nazionale
Ha debuttato in Nazionale nel 2001. Ha messo a segno la sua prima rete con la maglia della Nazionale il 22 giugno 2008, in RD del Congo-Gibuti (5-1), in cui ha siglato il gol del momentaneo 4-0. Ha partecipato, con la Nazionale, alla Coppa d'Africa 2006. Ha collezionato in totale, con la maglia della Nazionale, 42 presenze e una rete.

## Palmarès

### Club

#### Competizioni nazionali
- Campionato della Repubblica Democratica del Congo: 1

TP Mazembe: 2001
- Coppa del Belgio: 1

Lokeren: 2011-2012